# 天鵝座超級氣泡
天鵝座超級氣泡在右邊羅塞德衛星的X射線影像是明亮的 (紅、黃) 馬鞍型物件，擴展在銀河～(80,0)的位置，就在銀河赤道從左側邊緣算來第三條經線的右邊。其中大部分都在天鵝座的區域內，但有一些在狐狸座和天琴座，這三個交會在一起的星座。這是個巨大的馬蹄形X射線環，直徑有13° (450秒差距)，距離為2,000秒差距。這個巨大的天文X射線源位於天鵝座大裂縫的後面，因此中間部分的X射線被吸收了。

## 發現
HEAO 1X射線天文台的A2儀器發現在天鵝座有一個低溫、環形的X射線源，之後它成為所知的天鵝座超級氣泡。

## 天文的X射線源
觀測到的X射線光度 (Lx) = 5 x 1036 erg/s，～3 x 106 K，在殼上的發射電子密度是0.02 cm-3，這暗是總能量的含量是6 x 1051爾格。

## 天鵝座X射線環
來自HEAO 1的證據指出軟X射線環包括天鵝座X-6和天鵝座X-7。X射線源很明確的與細長的Hα環結合在一起，並且完全的包圍著天鵝座X射線源。在天鵝座X區域的中間是高亮度的天鵝座OB2星協，它也與HI超級殼重合在一起。X射線還包含超過6 x 1051爾格的熱能量，因此它是我們的銀河系中最大和最有活力的星際組見。這個X射線環的長寬是13° x 18°，成馬蹄形，受到大裂縫的消光，天鵝座OB2星協的視星等降低了5-8等。這個環的幾合中心在1950.0分點座標是赤經20h 45m赤緯+41°。這個環的其他成員還包括 天鵝座X-2、天鵝圈、天鵝座X-1、和G65.2+5.7。Hα環是X射線氣體的激波造成的結果，H I "超級殼"，GS 081-05-37，的正確的大小和位置是與X射線環結合在一起。在過去的300-1000萬年間，一系列30-100顆超新星一連串的爆炸，可以很好的說明天鵝區域內所有主要的特徵。
產生X射線和可見光輻射的超級氣泡位於船底-天鵝旋臂。

## 天鵝座OB2
OB2星協被認為是比形成超級氣泡更年輕一代的恆星。天鵝座OB2星協的恆星 (VI Cygni) 非常有活力，因此是微弱的X射線源。

## 超級氣泡是一個X射線投射
天鵝座超級氣泡可能不是一個實際的個體，是彼此毫無關聯，來自旋臂上不同距離的X射線發射機構，在視線上投影出現的結果。

## 超級氣泡是一個特殊超新星殘骸的超級氣泡
作為一個超新星殘骸，天鵝座超級氣泡可能只是一顆釋放出1052 - 1053 ergs的超新星。如同NGC 1058的超新星SN 1961v，它可能是爆發出～2 x 1052 ergs的超大質量恆星 (～1000 M⊙) 。

## 延伸讀物
- Smith, E.V.P.; Jacobs, K.C.; Zeilik, M.; Gregory, S.A. . Thomson Learning. 1997. ISBN 0-03-006228-4.